# 아이즈중앙병원배 여류바둑토너먼트
아이즈중앙병원배 여류바둑토너먼트전(일본어: 会津中央病院杯)은 일본에서 열리는 프로 바둑 대회 중 하나이다. 아이즈중앙병원이 후원하고 있으며 2014년부터 주최하고있다. 일본기원과 간사이 기원 소속의 여성 기사들이 참가한다. 4회 대회부터 대회명이 아이즈중앙병원 여류접시꽃배(女流立葵杯)로 바뀌었으며, 토너먼트제에서 도전기제로, 결승전이 단판에서 3번기로 변경되었다.

## 상금
- 우승 상금 700만엔.

## 대회규정
- 8명이 토너먼트를 벌여 최종 우승자를 결정한다.
- 제한시간 1시간. 결승 6시간(2일제). 초읽기 60초 5회.(3회 대회까지)

## 역대 우승자
| 회수 | 연도 | 우승               | 전적 | 준우승             |
| ---- | ---- | ------------------ | ---- | ------------------ |
| 1    | 2014 | 후지사와 리나 二단 | 1-0  | 오쿠다 아야 三단   |
| 2    | 2015 | 왕징이 二단        | 1-0  | 셰이민 六단        |
| 3    | 2016 | 셰이민 六단        | 1-0  | 아오키 기쿠요 八단 |
| 4    | 2017 | 후지사와 리나 三단 | 2-1  | 셰이민 六단        |
| 5    | 2018 | 후지사와 리나 三단 | 2-1  | 셰이민 六단        |
| 6    | 2019 | 후지사와 리나 四단 | 2-0  | 우에노 아사미 二단 |
| 7    | 2020 | 후지사와 리나 四단 | 2-0  | 스즈키 아유미 七단 |
| 8    | 2021 | 후지사와 리나 五단 | 2-0  | 우에노 아사미 四단 |
| 9    | 2022 | 우에노 아사미 四단 | 2-1  | 후지사와 리나 五단 |
| 10   | 2023 | 우에노 아사미 四단 | 2-1  | 후지사와 리나 五단 |
| 11   | 2024 | 우에노 아사미 四단 | 2-0  | 무카이 치아키 六단 |
| 12   | 2025 | 우에노 아사미 六단 | 2-1  | 후지사와 리나 七단 |